# Juan Cruz Bolado
Juan Cruz Bolado (Mendoza, 22 luglio 1997) è un calciatore argentino, portiere del Cienciano.

## Carriera
Cresciuto nel settore giovanile del Godoy Cruz, ha esordito in prima squadra il 10 novembre 2019 disputando l'incontro di Primera División perso 2-1 contro l'Independiente.

## Statistiche
Statistiche aggiornate all'8 dicembre 2019.

### Presenze e reti nei club
| Stagione        | Squadra         | Campionato      | Campionato | Campionato | Coppe nazionali | Coppe nazionali | Coppe nazionali | Coppe continentali | Coppe continentali | Coppe continentali | Altre coppe | Altre coppe | Altre coppe | Totale | Totale | Totale |
| Stagione        | Squadra         | Comp            | Pres       | Reti       | Comp            | Pres            | Reti            | Comp               | Pres               | Reti               | Comp        | Pres        | Reti        | Pres   | Reti   |        |
| --------------- | --------------- | --------------- | ---------- | ---------- | --------------- | --------------- | --------------- | ------------------ | ------------------ | ------------------ | ----------- | ----------- | ----------- | ------ | ------ | ------ |
| 2019-2020       | Godoy Cruz      | PD              | 3          | -4         | CA+CdL          | 0               | 0               | CL                 | 0                  | 0                  |             | -           | -           | 3      | -4     |        |
| Totale carriera | Totale carriera | Totale carriera | 3          | -4         |                 | 0               | 0               |                    | 0                  | 0                  |             | -           | -           | 3      | -4     |        |